# Touch Down Fever
Touch Down Fever (タッチダウンフィーバー) es un juego de arcade de fútbol americano de 1987, desarrollado y distribuido por SNK. Fue porteado posteriormente a la NES y fue lanzado en Norteamérica por SNK en febrero de 1991, y en Japón por K. Amusement Leasing el 11 de noviembre de 1988, titulado Touch Down Fever: American Football (タッチダウンフィーバー アメリカンフットボール).

## Jugabilidad
Se asemeja al juego de arcade de Irem de 1983, 10-Yard Fight, pero con palancas rotativas que fueron utilizadas previamente en Ikari Warriors de SNK. La mayoría de las reglas oficiales se encuentran en vigor, al igual que la mayoría de las posibles jugadas. También se incluyen los goles de campo y patadas de despeje, pero los jugadores no pueden realizar tackles desde el cuello.

## Versión de NES
Esta versión contaba con equipos originarios de ciudades que tenían equipos NFL en aquel entonces (como Seattle y Phoenix), pero no los colores ni los apodos, ya que el juego no contaba con la licencia oficial de la NFL. Los gráficos fueron reducidos, como sucedió con muchos juegos de arcade que fueron porteados al sistema. Los jugadores humanos solo pueden escoger cinco jugadas básicas: Pase largo, pase corto, QB Sneak, Backs o gol de campo/despeje (los goles de campo solo podían ser intentados si la línea de escaramuza se encontraba dentro de la línea de 15 yardas). Los goles de campo siempre pasarán por medio de las porterías, a menos que sea bloqueado por el equipo contrario. A pesar de que la NFL no adoptara esta regla hasta la temporada de 1994, un jugador puede intentar una conversión de dos puntos si así lo desea.

## Recepción
En Japón, Game Machine clasificó a Touch Down Fever en su número del 1 de noviembre de 1987 como la 17.ª unidad de arcade más exitosa del mes.